# ون كارد

## جوائزها

### جائزة التميز الرقمي
حصلت شركة «ون كارد» (OneCard.net)، التابعة للمجموعة الوطنية للتقنية، على جائزة التميز الرقمي في مجال توفير الخدمات الإلكترونية. جاء ذلك خلال حفل كبير أقيم في فندق «الرياض إنتركونتينيتال» في مدينة الرياض مؤخراً تحت رعاية معالي المهندس محمد جميل بن أحمد ملا، وزير الاتصالات وتقنية المعلومات، وحضور العديد من كبار الشخصيات في المملكة العربية السعودية.
وتم تسليم الجائزة إلى المهندس رشيد البلاع، عضو مجلس إدارة المجموعة الوطنية للتقنية، يذكر بأنه قد تقدم لهذه المسابقة أكثر من 150 مؤسسة حكومية، نجحت في النهاية ثلاثة عشر منها الوصول إلى المراحل النهائية.

### جائزة أفضل موقع استراتيجي للتجارة الإلكترونية في العالم العربي
حصلت ون كارد على جائزة «أفضل موقع استراتيجي للتجارة الإلكترونية في العالم العربي» في إطار فعاليات حفل توزيع جوائز الدورة الخامسة من مسابقة «أفضل المواقع الإلكترونية في العالم العربي للعام 2009»، التي عُقدت في فندق برج العرب في دبي بالإمارات العربية المتحدة.
تسلّم هذه الجائزة المهندس مهنّد عبويني، المدير العام لشركة «ون كارد» وذلك وسط حضور كبير من مختلف الجهات المعنيّة. كما شهد هذا الحدث أيضاً تكريم المهندس رشيد محمّد البلاّع، رئيس مجلس إدارة «ون كارد» بمنحه جائزة «رجل العام 2009 في مجال تكنولوجيا المعلومات» تقديراً لأدائه المتميّز في مجال دعم هذا القطاع على مستوى المنطقة العربية.

## الأعمال الخيرية

### الشراكة معترافيانلدعم لضحاياغزة
إتفق مهنّد عبويني، مدير عام شركة «ون كارد» وسيغفريد مولر، المدير التنفيذي في شركة «ترافيان»: على أسفهم لما سقط في غزة من ضحايا وحث المشتركين على التضامن مع نظرائهم في غزة.
فقدأعلنت شركة «ون كارد» (One Card)، عن تبرعها بعائداتها خلال شهر يناير 2009 إلى ضحايا غزة بما فيها العائدات من اللاعبين في لعبة ترافيان، كجزء من مبادراتها التي تندرج تحت إطار برنامج «المسؤولية الاجتماعية للشركات» الذي تنتهجه في المملكة.
كما عمدت شركة «ترافيان» (Travian Games)، مطوّر اللعبة الإلكترونية الشهيرة عبر الإنترنت «ترافيان» المتعددة اللاعبين والحائزة على جوائز عدّة (www.travian.com)، إلى التبرع بمبلغ 50 ألف دولار أمريكي لصالح أطفال غزة.

## الانتشار
تسعى ون كارد لتوسيع شبكة موزعيها حول العالم عن طريق إضافة العديد من الموزعين الاستراتيجيين إلى قائمة الموزعين لديها. حيث تتوفر ون كارد في أكثر 8000 منفذ بيع في المملكة العربية السعودية وحدها، إضافة إلى الآف المنافذ الأخرى في الوطن العربي.
أدت هذه الشبكة الكبيرة إلى شراكات كبرى مع عدة شركات عالمية بهدف توسيع الانتشار، من ضمنها شركة كاش يو التي تعد أكبر نظام دفع على شبكة الإنترنت في الشرق الأوسط وأفريقيا، والتي تشاركت مع ون كارد لتمكن المستخدمين من الوصول إلى معظم الخدمات المدفوعة مسبقاً في السوق السعودي., وشركة الوسيط التي تتوفر جريدة الوسيط في أكثر من تسع دول في الشرق الأوسط وتوزع 55,2 مليون نسخة مجانية يقرأها أكثر من 20 مليون شخص كل أسبوع.

## وصلات خارجية
- الموقع الرسمي للكارت الشامل ون كارد